# Piem Reiziger
Piem Reiziger (19 september 1953 – 13 januari 2021) was een Surinaams ontwerper, ondernemer en sporticoon. Hij speelde een prominente rol in de Surinaamse rallysport en bridgesport, en was jarenlang de drijvende kracht achter het clubblad De Sarkograaf.

## Biografie
Reiziger werd geboren op 19 september 1953. Hij volgde zijn middelbare schoolopleiding aan het Rolduc in Kerkrade, Nederland en vervolgde zijn studie aan het Vrije Atheneum ('Vrije HBS') in Suriname. Hij woonde en werkte in Paramaribo, Suriname, waar hij op 13 januari 2021 overleed.

## Schooltijd
Tijdens zijn middelbare schooltijd aan het Vrije Atheneum in Paramaribo was Reiziger, samen met klasgenoten Freek Kettner en Herman 'Mien' de Jonge, actief betrokken bij het beruchte schoolblad *Vrikti*, dat onder leerlingen bekendstond om zijn opvallende en soms gewaagde inhoud.

## Loopbaan
Reiziger begon zijn loopbaan bij het Surinaamse bedrijf Kersten. Later richtte hij samen met Henna Brunings het bureau Art Design op. Hij was vervolgens mede-oprichter en General Manager van Ace Designs & More, waar hij leiding gaf aan de grafische ontwerpafdeling.

## Sportieve activiteiten
Reiziger was meer dan veertig jaar actief in de Surinaamse rallysport, als rijder, navigator, uitzetter en bestuurslid. Hij werd gezien als een stonfutu (pijler) van de sport en gold als een wandelend archief met kennis van routes en savannegebieden.
Daarnaast speelde hij meer dan twintig jaar een belangrijke rol binnen de Surinaamse Bridgebond. Hij droeg bij aan de organisatie en deelname van Suriname aan de Inter-Guyanese Bridgekampioenschappen en was actief betrokken bij de opleiding en begeleiding van vele bridgers in Suriname.
In zijn nagedachtenis wordt jaarlijks de Piem Reiziger Memorial Bridge Drive georganiseerd.

### Bridgecarrière
Piem Reiziger was een begenadigd bridgespeler. Hij vertegenwoordigde Suriname op internationale toernooien, waaronder het wereldkampioenschap, en werd met het Surinaams team meerdere malen kampioen Interguyana Bridge.
Hij leidde in 2009 het Surinaamse team (gesitueerd als “Dutch team”) tijdens het prestigieuze Inter-Guiana bridgetoernooi, waar zijn team als favoriet werd beschouwd dankzij hun ervaren samenstelling.

### Rallycarrière
Sinds de jaren 1970 was Reiziger actief in de Surinaamse rallysport. Hij nam deel als rijder, navigator en uitzetter, en behaalde meerdere overwinningen. In 2005 en 2008 won hij samen met Antoine Brahim de Savanne Rally, de grootste rally van Suriname. Hij werd tweemaal opgenomen in de Hall of Fame van de Surinaamse Auto Rally Klub (SARK) en maakte tussen 2008 en 2012 deel uit van het SARK-bestuur.
Bij zijn overlijden in januari 2021 reageerde toenmalig SARK-voorzitter Helmut Haukes dat Reiziger “heel veel heeft gedaan en ook heel veel betekend voor de Surinaamse rallygemeenschap”. Hij omschreef hem als behulpzaam, vriendelijk en humoristisch, en benadrukte dat het “nu onze plicht is om onze dankbaarheid te tonen”.

## De Sarkograaf
Een belangrijk deel van Reizigers nalatenschap bij de SARK is onder andere zijn werk voor De Sarkograaf, het clubblad van de Surinaamse Auto Rally Klub (SARK). Vanaf de eerste editie in september 1980 was hij nauw betrokken bij de redactie en later jarenlang de vaste kracht achter de opmaak, lay-out en druk van het blad. Onder zijn redactie groeide de Sarkograaf van een bescheiden zes pagina’s naar uitgebreide edities in full colour. Zijn creatieve bijdragen – van cartoons en rallyverslagen tot het “SARK-lid van de maand” – maakten het blad geliefd in de rallywereld.
In de herinnering van clubleden gold: “Sarkograaf = Piem”, waarmee zijn onafscheidelijke band met het blad werd benadrukt.

## Ontwerpwerk
Reiziger was mede-ontwerper van een unieke set speelkaarten die de geschiedenis en culturele diversiteit van Suriname verbeelden. Dit project is weergegeven op The World of Playing Cards.

## Nalatenschap en herinnering
Bij zijn overlijden in januari 2021 betuigde de rallygemeenschap massaal eer aan Reiziger. Diverse clubleden benadrukten zijn eenvoud, creativiteit, humor en kennis van de savannes. Volgens Antoine Brahim was hij “synoniem voor eenvoud, natuur, muziek en bovenal vriendschap”. Kenneth Pickering omschreef hem als “de SARK zelf: rallyrijder, uitzetter, bestuurslid, archivaris, publiciteitsman, ontwerper en gangmaker”. Jane Harkisoen benadrukte zijn internationale bridgecarrière. Oliver en Gwendolyn Smith beschreven hem als “het collectief geheugen van de SARK”.

## Erkenning
- Opgenomen in de “Hall of Fame” van de Surinaamse rallygemeenschap.[2]
- Erelid van de Surinaamse Auto Rally Klub (SARK), zoals vermeld op de officiële SARK-site onder “Ereleden”.[10]
- Naamgever van de jaarlijkse Piem Reiziger Memorial Bridge Drive, waarvan de tweede editie in 2024 werd gewonnen door Jivan Adhin en Asha Gopalrai.[11]
- Inspirator en mentor voor generaties rallyrijders en bridgespelers.